# Pečky
Pečky (niem. Petschek) − miasto w Czechach, w kraju środkowoczeskim.
Według danych z 31 grudnia 2003 powierzchnia miasta wynosiła 1 076 ha, a liczba jego mieszkańców 4 317 osób.
W mieście jest stacja kolejowa Pečky.

## Demografia
| Rok             | 1970  | 1980  | 1991  | 2001  | 2003  |
| --------------- | ----- | ----- | ----- | ----- | ----- |
| Liczba ludności | 4 188 | 4 409 | 4 428 | 4 255 | 4 317 |

Źródło: Czeski Urząd Statystyczny